# Priophorus morio
Priophorus morio är en stekelart som först beskrevs av Amédée Louis Michel Lepeletier 1823.  Priophorus morio ingår i släktet Priophorus och familjen bladsteklar. Inga underarter finns listade i Catalogue of Life.